# Saint Jean l'Évangéliste (Le Greco)
Saint Jean l'Évangéliste  est une peinture à l'huile sur toile de 99 × 78 cm réalisée par Le Greco  en 1609 à Tolède et conservée au Musée du Prado de Madrid  entrée en 1921, de la collection César Cabañas Caballero.

## Analyse
C'est une œuvre similaire à celles du Greco que l'on rencontre à la cathédrale Sainte-Marie de Tolède. Sur un fond nuageux se détache la figure à mi-corps de l'apôtre saint Jean qui tient un calice d'où sort un petit dragon, allusion à la coupe empoisonnée qu'on lui fit boire en prison, ce dont il est sorti indemne. Le rouge cramoisi et le vert aux reflets jaunes des étoffes sont traités à la façon du maniérisme. Le pinceau est rapide et précis, avec des touches de lumière qui donnent une atmosphère de grande spiritualité à cette œuvre majeure du Crétois.
Ce tableau fait partie des autres œuvres commandées à l'époque par le cardinal Bernardo de Sandoval y Rojas pour la cathédrale Sainte-Marie de Tolède.